# Spencer Dunkley
Spencer Earl Dunkley (Wolverhampton, Anglaterra, 5 de setembre de 1969) és un exjugador de bàsquet britànic. Amb 2.08 d'estatura, el seu lloc natural a la pista era el de pivot.

## Carrera esportiva
Va començar a jugar a l'equip de l'Institut de Newark, per passar a jugar a l'NCAA amb la Universitat de Delaware (1989-1993). El 1993 va fitxar pel Maccabi Tel Aviv de la lliga israeliana, sent el seu primer contracta professional. Al Maccabi va guanyar tant la lliga com la copa. Després va passar per equips de les lligues russa, belga o francesa, com l'Avtodor Saratov, el KBBK Gent o el Limoges CSP, entre d'altres. També va tenir un parell d'experiències a la lliga espanyola: primer en ser fitxat pel Joventut de Badalona l'estiu de 1995, equip amb el que no va poder debutar per lesió (va ser substituït per Anicet Lavodrama); i segon al Fórum Filatélico el 1999, on va ser tallat al novembre d'aquell mateix any també per lesió. Després de passar per les lligues italiana, portuguesa, suïssa i novament la israeliana, el seu darrer equip va ser el London Towers la temporada 2003-04.